# Comuna de Miękinia
Miękinia (polaco: Gmina Miękinia) é uma gminy (comuna) na Polónia, na voivodia de Baixa Silésia e no condado de Środa. A sede do condado é a cidade de Miękinia.
De acordo com os censos de 2006, a comuna tem 11 635 habitantes, com uma densidade 64,8 hab/km².

## Área
Estende-se por uma área de 179,48 km², incluindo:
- área agricola: 69%
- área florestal: 17%

## Demografia
Dados de 30 de Junho de 2006,:
|                      | Total   | Total | Mulheres | Mulheres | Homens  | Homens |
| -------------------- | ------- | ----- | -------- | -------- | ------- | ------ |
|                      | pessoas | %     | pessoas  | %        | pessoas | %      |
| População            | 11 635  | 100   | 5886     | 50,6     | 5749    | 49,4   |
| Densidade (pop./km²) | 64,8    | 100   | 32,8     | 32,8     | 32,0    | 32,0   |

De acordo com dados de 2002, o rendimento médio per capita ascendia a 1318,95 zł.

## Subdivisões
- Białków, Błonie, Brzezina, Brzezinka Średzka, Czerna, Gałów, Głoska, Gosławice, Kadłub, Krępice, Księginice, Lenartowice, Lubiatów, Lutynia, Łowęcice, Miękinia, Mrozów, Pisarzowice, Prężyce, Radakowice, Wilkostów, Wilkszyn, Wojnowice, Wróblowice, Zabór Wielki, Zakrzyce, Źródła, Żurawiniec.

## Comunas vizinhas
- Brzeg Dolny, Kąty Wrocławskie, Kostomłoty, Oborniki Śląskie, Środa Śląska, Wrocław.